# Čalga
Čalga (in bulgaro Чалга?) è una forma di musica folk bulgara denominata anche etnomusic o etnopop. Essa si fonda sul tradizionale folk balcanico e incorpora elementi di musica arabo-turca, greca come anche motivi tratti dalla musica tradizionale bulgara, dal flamenco e dalla musica klezmer. Molte hit čalga sono anche hit greche, turche e financo romene (manele). Le star pop-folk bulgare spesso realizzano cover di hit straniere con arrangiamenti nuovi e interpretazioni più prettamente bulgare.
È il genere musicale più consumato in Bulgaria secondo un sondaggio diffuso dalla Bulgarian Association of Music Producers nel febbraio 2024.

## Storia
La parola "čalga" deriva dal termine turco çalgı (pronunciato "cial-ga"; dallo stile di musica araba "chalghi" o "tchalgi" a Baghdad) e significa semplicemente "suonare" o "musica".
Nei fatti il movimento "čalga" è derivato dall'arte dei čalgadžja (sempre parola d'origine turca e arabo che significa "musicisti"), un tipo di musicisti in grado di suonare qualsiasi tipo di musica, ma con l'aggiunta alle canzoni di un ritmo distintivo. 
Spesso un čalgadžja non è in grado di leggere la musica, ma soltanto di suonarla a memoria. Suonando in gruppi ai festival o ai matrimoni questi artisti resero popolare la čalga. Taluni ritengono che questa musica sia una delle tracce più forti della dominazione ottomana. Al tempo del socialismo in Bulgaria, sulle basi delle norme estetiche del marxismo-leninismo, questo genere venne osteggiato e proibito. Questo semplice e paesano genere musicale non trovava posto nell'ottica del progresso di un moderno Stato socialista. Inoltre quando l'ultimo leader comunista bulgaro, Todor Živkov, decise di dare un'impronta maggiormente nazionalistica alla visione socialista dello Stato, queste musicalità della tradizione orientale vennero considerate inferiori rispetto a quelle che avevano radici più prettamente slave. Mentre la musica del tipo čalga veniva osteggiata in Bulgaria, essa godeva di minori restrizioni in Jugoslavia, dove si attuava una forma più flessibile di socialismo. Molti bulgari si sintonizzavano su radio serbe dove si poteva ascoltare il "turbo-folk".
In tutti i balcani le tradizioni folk si modernizzarono. In Grecia la musica pop incorporò la tradizione laïkó ("popolare"), un genere basato principalmente sui melos dell'Asia minore greca. Molte di queste arie sono state successivamente prese in prestito in Bulgaria.

## La čalga nel nuovo secolo
Negli anni 2000 la popolarità della čalga sta un po' scemando e sempre più viene sostituita dalla musica pop occidentale, dalla musica tradizionale bulgara o anche da nuovi percorsi musicali. Attualmente le case discografiche lavorano insieme ad altre regioni europee rendendo la čalga popolare sia in patria sia all'estero.